# Налевайкув
Налевайкув (пол. Nalewajków) — село в Польщі, у гміні Радошиці Конецького повіту Свентокшиського воєводства.
Населення — 148 осіб (2011).
У 1975-1998 роках село належало до Келецького воєводства.

## Демографія
Демографічна структура на день 31 березня 2011 року:
|          | Загалом | Допрацездатний вік | Працездатний вік | Постпрацездатний вік |
| -------- | ------- | ------------------ | ---------------- | -------------------- |
| Чоловіки | 80      | 12                 | 62               | 6                    |
| Жінки    | 68      | 13                 | 40               | 15                   |
| Разом    | 148     | 25                 | 102              | 21                   |